# NK 시로키브리예그
NK 시로키브리예그(Nogometni klub Široki Brijeg)는 시로키브리예그를 연고로 하는 보스니아 헤르체고비나의 축구 클럽이다. 현재는 보스니아 헤르체고비나 프리미어리그에 참가하고 있다.

## 성적
- 보스니아 헤르체고비나 프리미어리그 우승 2회 (2003-04, 2005-06), 준우승 5회 (2001-02, 2007-08, 2009-10, 2011-12, 2013-14)
- 헤르체그보스니아 1부 리그 우승 5회 (1993-94, 1994-95, 1995-96, 1996-97, 1997-98), 준우승 1회 (1998-99)
- 보스니아 헤르체고비나컵 우승 3회 (2006-07, 2012-13, 2016-17), 준우승 4회 (2004-05, 2005-06, 2011-12, 2014-15)
- 헤르체그보스니아컵 준우승 3회 (1995-96, 1997-98, 1998-99)

## 선수 명단

### 현역
참고: FIFA 자격 규정에 따라 소속된 국가대표팀 국기를 표시합니다. 선수는 복수의 FIFA 비회원국 국적을 가지고 있을 수 있습니다.
| 번호 | 포지션 | 국적 | 이름 |
| ---- | ------ | ---- | ---- |

| 번호 | 포지션 | 국적                  | 이름              |
| ---- | ------ | --------------------- | ----------------- |
| 90   | MF     | 보스니아 헤르체고비나 | 토미슬라브 토미치 |

## 역대 감독
| 감독              | 임기        |
| ----------------- | ----------- |
| 이비차 바르바리치 | 2004 ~ 2006 |
| 이비차 바르바리치 | 2007        |
| 이비차 바르바리치 | 2009        |
| 고체 세들로스키   | 2018 ~ 2019 |
| 이비차 바르바리치 | 2022 ~      |

틀:NK 시로키브리예그 선수 명단